# Thang Levine
Thang đánh giá Levine là một hệ thống cho điểm bằng số trong sinh lý học tim để phân loại cường độ hay độ to của một âm thổi tim. Thang được đặt tên theo nhà nghiên cứu Samuel A. Levine, người nghiên cứu về ý nghĩa của các âm thổi tâm thu. Thang đánh giá xếp cho các cường độ một con số từ 1 đến 6:
1. Âm thổi chỉ có thể nghe được khi nghe cẩn thận một thời gian.
2. Âm thổi nghe mờ nhạt nhưng có thể nghe thấy ngay khi đặt ống nghe lên thành ngực.
3. Một âm thổi to nghe rõ bất kì lúc nào nhưng không có rung động bất thường sờ thấy được.[4]
4. Một âm thổi bất thường kèm rung động bất thường sờ thấy được.
5. Một âm thổi bất thường kèm rung động bất thường có thể sờ thấy. Âm thổi to đến mức có thể nghe thấy chỉ cần thành của mặt ống nghe chạm vào thành ngực.
6. Một âm thổi bất thường kèm rung động bất thường có thể sờ thấy. Âm thổi nghe được ngay cả khi ống nghe không chạm thành ngực nhưng vừa mới chỉ nhấc khỏi ngực.

Hệ thống phân bậc Levine tồn tại như một tiêu chuẩn vàng cho việc đánh giá cường độ âm thổi tim. Nó đạt đủ các tiêu chí về sự chính xác, tính ổn định cũng như sự nhất quán giữa các người thực hiện đánh giá, điều cần phải có cho các mục đích chẩn đoán, hay chính xác hơn là để phân biệt âm thổi sinh lý với âm thổi bệnh lý. Âm thổi càng to (bậc ≥3) thì càng có ý nghĩa đại diện cho một dị tật tim có khả năng gây biến chứng huyết động.
Thang đánh giá Levine thường được viết dạng một phân số với mẫu là 6 và bằng số La Mã, ví dụ: một âm thổi bậc II/VI.